# Gramatica y apología de la llengua cathalana
Gramatica y apología de la llengua cathalana (en français : Grammaire et apologie de la langue catalane) est un ouvrage de grammaire de catalan écrit par Josep Pau Ballot entre 1810 et 1814 et édité au début de 1815. Cet ouvrage a été réalisé dans un but patriotique et didactique et pour inciter à utiliser le catalan. Cet ouvrage a été fort bien reçu et a été réédité dans les années 1830.

## Éditions
- (ca) Josep Pau Ballot, Gramática de la llengua cathalana, Barcelone, Pere Pau Husson, 1813 (lire en ligne)
- (ca) Josep Pau Ballot, Gramática y apología de la llengua cathalana, Barcelone, Joan Francesc Piferrer, 1814-1815 (OCLC 82185526, lire en ligne)
- (ca) Josep Pau Ballot et Josef Salat, Gramatica y apología de la llengua cathalana, Barcelone, Joan Francesc Piferrer, 1827 (OCLC 15040987, lire en ligne)
- (ca) Josep Pau Ballot (Mila Segarra (éd.)), Gramatica y apología de la llengua cathalana, Barcelone, Alta Fulla, 1987 (ISBN 978-84-86556-49-5, OCLC 18815223, lire en ligne)
- (ca) Josep Pau Ballot (Mila Segarra et Josep Moran (éd.)), « Gramatica y apología de la llengua cathalana », dans El catalán en la historia lingüística de España, Madrid, Fundación Mapfre Tavera, coll. « Biblioteca Digital Clásicos Tavera, VIII disc 66 », 2001 (ISBN 978-848479023-5, OCLC 760591643, lire en ligne)
- (ca) Josep Pau Ballot, Gramática y apología de la llengua cathalana, Séville, Extramuros, 2009, 276 p. (ISBN 978-84-9862-259-1, lire en ligne)
- (ca) Josep Pau Ballot, Gramática y apología de la llengua cathalana, Séville, Extramuros, 2011 (ISBN 978-84-9862-790-9, lire en ligne)